# Campioni italiani assoluti di atletica leggera - 10000 metri piani femminili
Questa pagina raccoglie un elenco di tutte le campionesse italiane dell'atletica leggera nei 10 000 metri, introdotti nel programma dei campionati italiani assoluti di atletica leggera femminili a partire dal 1984 e ancora oggi presenti.
A partire dal 2013 la gara dei 10 000 metri non si disputa più all'interno dei campionati italiani assoluti di atletica leggera, bensì in una manifestazione dedicata esclusivamente a tale distanza.

## Albo d'oro
| Anno | Atleta (società)                                     | Prestazione |
| ---- | ---------------------------------------------------- | ----------- |
| 1984 | Rita Marchisio Roata Chiusani                        | 33'29"68    |
| 1985 | Maria Curatolo Fiat Sud Formia                       | 33'22"93    |
| 1986 | Cristina Tomasini Unione Sportiva Quercia Rovereto   | 33'12"01    |
| 1987 | Maria Curatolo Fiat Sud Formia                       | 33'30"66    |
| 1988 | Maria Curatolo Fiat Sud Formia                       | 33'35"07    |
| 1989 | Maria Curatolo Fiat Sud Formia                       | 33'21"09    |
| 1990 | Orietta Mancia Cises Frascati                        | 33'28"44    |
| 1991 | Maria Guida Fiat Sud Formia                          | 34'04"22    |
| 1992 | Orietta Mancia Cises Frascati                        | 33'34"84    |
| 1993 | Maria Guida Gruppo Sportivo Forestale                | 33'43"06    |
| 1994 | Maria Guida Gruppo Sportivo Forestale                | 32'57"28    |
| 1995 | Maria Guida Gruppo Sportivo Forestale                | 32'10"63    |
| 1996 | Maria Guida Gruppo Sportivo Forestale                | 31'53"55    |
| 1997 | Silvia Sommaggio Snam                                | 32'49"02    |
| 1998 | Lucilla Andreucci Gruppo Sportivo Forestale          | 33'23"48    |
| 1999 | Agata Balsamo CUS Palermo                            | 33'04"13    |
| 2000 | Silvia Sommaggio Snam                                | 32'35"10    |
| 2001 | Maria Guida Gruppo Sportivo Forestale                | 33'39"33    |
| 2002 | Maura Viceconte Cover Avo                            | 32'20"61    |
| 2003 | Gloria Marconi Cover Avo                             | 33'05"25    |
| 2004 | Vincenza Sicari Centro Sportivo Esercito             | 33'50"50    |
| 2005 | Renate Rungger SV Sterzing VB Latella NB             | 33'15"96    |
| 2006 | Gloria Marconi Atletica Ferrara                      | 33'08"46    |
| 2007 | Gloria Marconi Jaky-Tech Apuana                      | 33'26"95    |
| 2008 | Rosaria Console Gruppi Sportivi Fiamme Gialle        | 33'40"98    |
| 2009 | Anna Incerti Gruppo Sportivo Fiamme Azzurre          | 33'19"96    |
| 2010 | Claudia Finielli Runner Team 99                      | 34'06"84    |
| 2011 | Nadia Ejjafini Runner Team 99                        | 32'28"80    |
| 2012 | Federica Dal Rì Centro Sportivo Esercito             | 33'20"70    |
| 2013 | Valeria Straneo Runner Team 99                       | 32'30"56    |
| 2014 | Veronica Inglese Centro Sportivo Esercito            | 32'25"76    |
| 2015 | Claudia Pinna CUS Cagliari                           | 34'04"71    |
| 2016 | Rosaria Console Gruppi Sportivi Fiamme Gialle        | 33'22"66    |
| 2017 | Sara Dossena Laguna Running                          | 33'11"98    |
| 2018 | Sara Dossena Gruppi Sportivi Fiamme Gialle           | 34'56"52    |
| 2019 | Isabel Mattuzzi Unione Sportiva Quercia Trentingrana | 32'36"50    |
| 2020 | Valeria Straneo Laguna Running                       | 32'55"25    |
| 2021 | Martina Merlo Centro Sportivo Aeronautica Militare   | 34'23"25    |
| 2022 | Anna Arnaudo Battaglio CUS Torino Atletica           | 32'46"05    |
| 2023 | Nadia Battocletti Gruppo Sportivo Fiamme Azzurre     | 33'06"25    |
| 2024 | Anna Arnaudo Battaglio CUS Torino Atletica           | 32'40"81    |
| 2025 | Sara Nestola Calcestruzzi Corradini Excelsior        | 33'10"72    |